# Sofi Tukker
I Sofi Tukker sono un duo musicale dance di New York composto da Sophie Hawley-Weld (Francoforte sul Meno, 17 maggio 1992) e Tucker Halpern (Brookline, 26 dicembre 1989), i cui nomi compongono quello del gruppo. Hanno raggiunto la popolarità internazionale nel 2016 con il singolo Drinkee, che ha ricevuto una nomination ai Grammy Awards 2017 come miglior registrazione dance.

## Storia
Sophie è nata in Germania, ma è cresciuta con la famiglia dai 4 ai 14 anni ad Atlanta (USA) e poi fino ai 16 anni a Victoria (Canada); i genitori vivono attualmente a L'Aia, in Olanda. Entrambi insegnanti, le hanno dato la possibilità di frequentare corsi e fare scambi scolastici durante la sua crescita. Tra le esperienze, ha studiato per due anni (dal 2008 al 2010) al Collegio del Mondo Unito dell'Adriatico, vicino a Trieste, dove si è diplomata ed ha successivamente vissuto sei mesi in Brasile. Sophie parla, oltre all'inglese, anche portoghese ed italiano. Tucker è nato a Brookline (Massachusetts) dove è cresciuto con i genitori, un fratello, Ian ed una sorella minore, Lily ed ha studiato alla Noble and Greenough School di Dedham.
I due componenti si sono conosciuti nel 2014 all'Università Brown, che entrambi stavano frequentando. Sophie suonava bossa nova in un trio jazz e Tucker, che aveva iniziato a lavorare come dj, le ha chiesto di remixare un pezzo per lui. Da quel momento ha avuto inizio la loro collaborazione ed hanno avviato la loro carriera discografica supportati dai The Knocks. Sophie si è poi laureata lo stesso anno in Development Studies (Sociologia dello sviluppo) alla facoltà di Studi Sociali dell'università, mentre Tucker nel contempo aveva già lasciato gli studi a causa di una mononucleosi infettiva, che lo aveva portato anche a lasciare la squadra di basket dell'università.
Nel ottobre del 2015 hanno pubblicato il loro primo singolo Drinkee, caratterizzato da un breve testo in lingua portoghese ispirato a dei versi del poeta brasiliano Chacal e arricchito dalle sonorità dei bonghi e delle chitarre elettriche. Il brano ha ottenuto subito la popolarità internazionale venendo apprezzato in particolar modo in Australia e in Italia, entrando nelle rispettive classifiche dei singoli, ricevendo inoltre una nomination come "Best Dance Recording" ai Grammy Awards 2017 e venendo sfruttato come colonna sonora per lo spot pubblicitario dell'Apple Watch.
Nel corso del 2016 hanno pubblicato altri singoli, estratto dal loro EP d'esordio Soft Animals, pubblicato nel luglio dello stesso anno dall'etichetta discografica HeavyRock Music, che ha ottenuto buone recensioni da parte di riviste di settore, tra cui Paste. Nello stesso periodo hanno accompagnato nei rispettivi tour internazionali i The Knocks, gli M83 e St. Lucia. Nel 2017 è uscito il singolo Johny, lavoro non presente nel loro primo EP ma contenuta nella colonna sonora del videogioco FIFA 17. Nell'autunno dello stesso anno è stato pubblicato Best Friend, singolo realizzato in collaborazione con le NERVO e The Knocks, inserito nel videogioco FIFA 18 e utilizzato come colonna sonora dello spot dell'iPhone X.

Nel 2018 esce il primo album in studio del duo, Treehouse, che contiene il singolo Batshit, scelto da Apple per lo spot dell'iPhone 8 Red Edition. Nel 2019 esce il singolo Playa grande, in collaborazione con i colombiani Bomba Estéreo, che diventerà un tormentone estivo di quell'anno. Nel 2020 il brano Good Time Girl è la sigla iniziale della serie TV, su SKY,  The New Pope di Paolo Sorrentino.

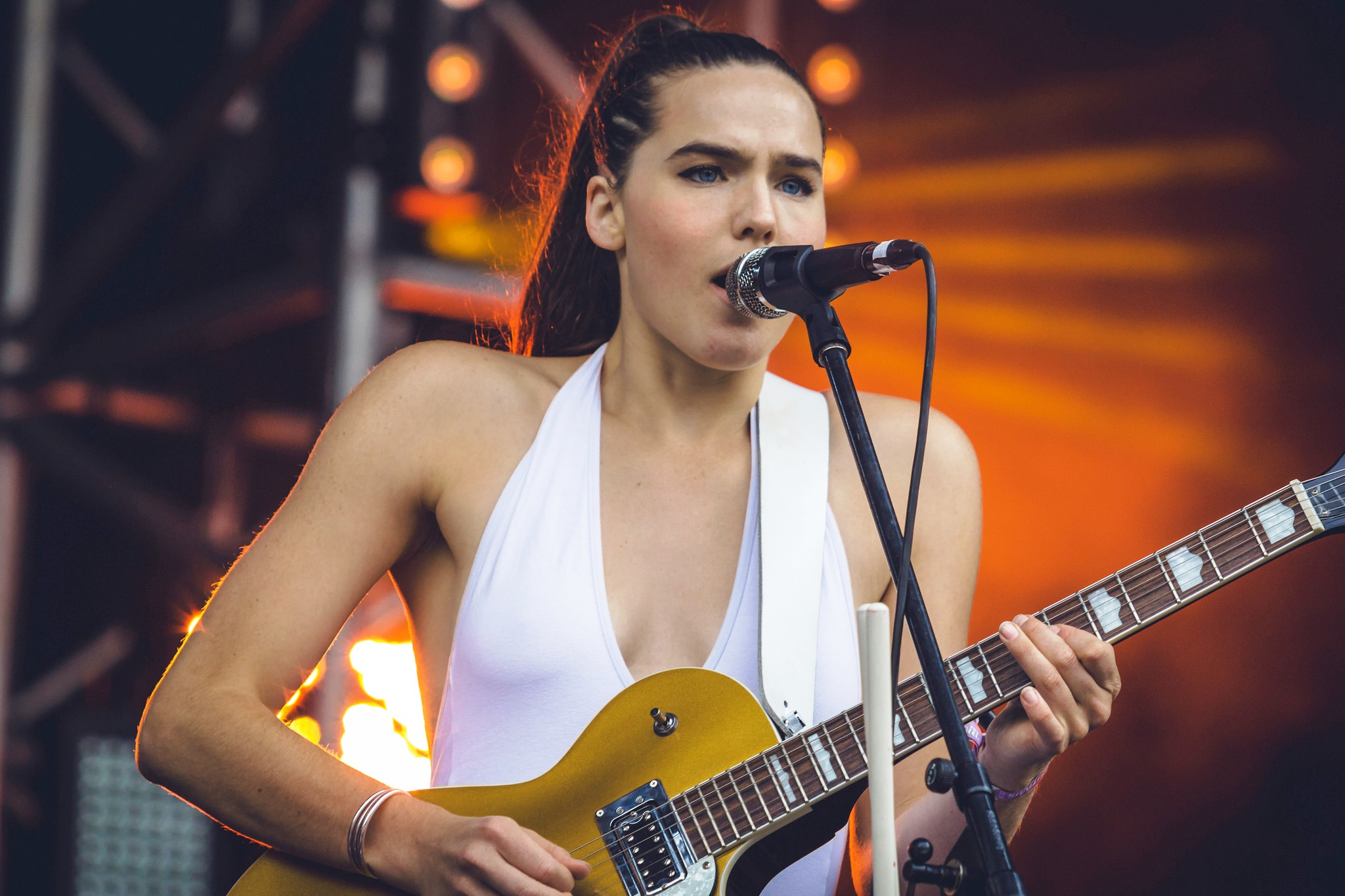
Sophie Hawley-Weld

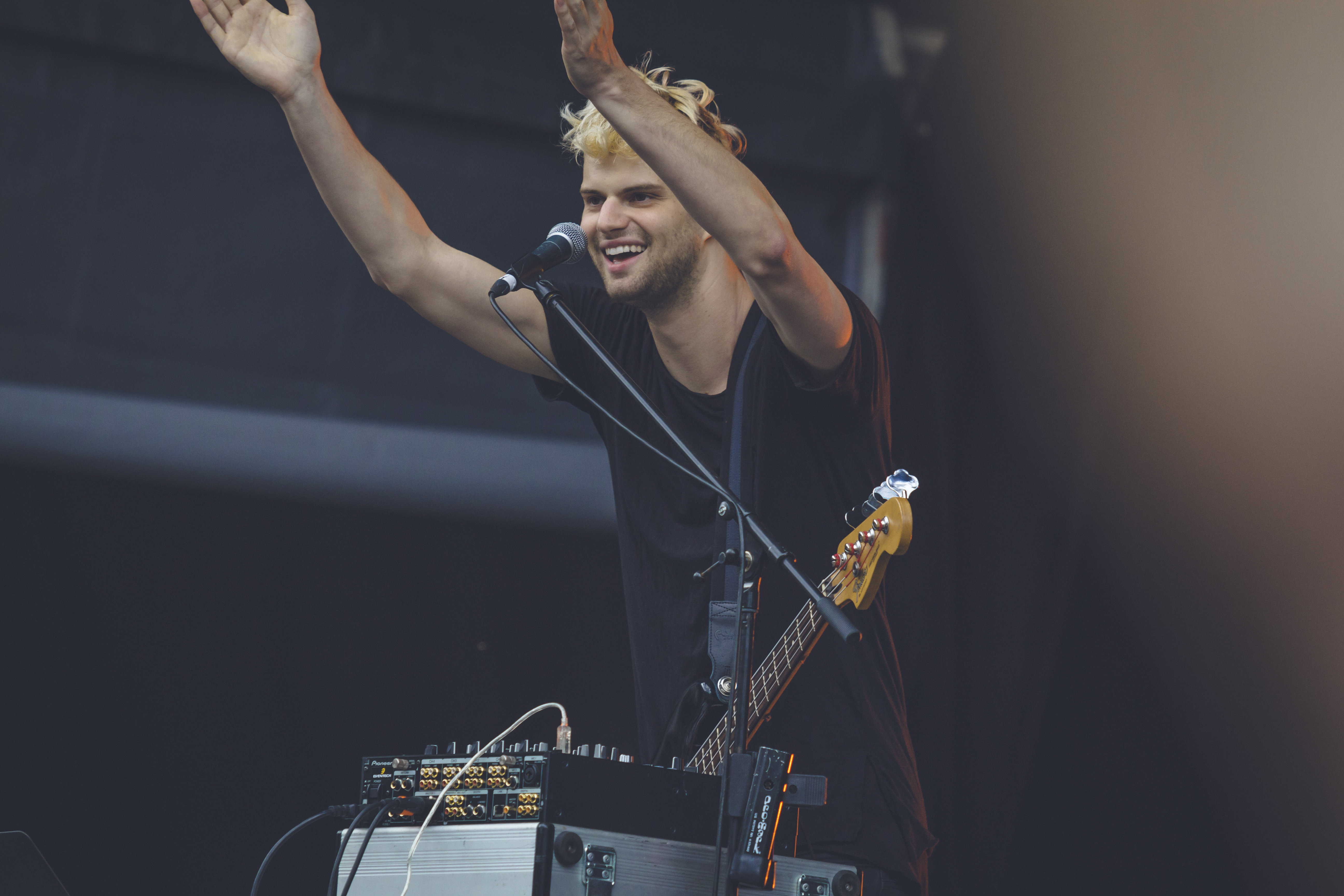
Tucker Halpern

Nel 2022 viene pubblicato il secondo album in studio del gruppo, Wet Tennis, la cui uscita è anticipata dal singolo Original Sin.
Nel 2024 esce il terzo album Bread, a cui ha fatto seguito la pubblicazione del quarto progetto discografico in studio, Butter, nel 2025.

## Discografia

### Album in studio
- 2018 – Treehouse
- 2022 – Wet Tennis
- 2024 – Bread
- 2025 – Butter

### EP
- 2016 – Soft Animals
- 2019 – Dancing on the People

### Singoli
- 2015 – Drinkee
- 2016 – Matadora
- 2016 – Hey Lion
- 2016 – Déjà Vu Affair
- 2016 – Awoo (con Betta Lemme)
- 2016 – Moon Tattoo
- 2017 – Johny
- 2017 – Greed
- 2017 – F*ck They
- 2017 – Best Friend (con Nervo, The Knocks e Alisa Ueno)
- 2017 – Energia
- 2018 – Baby I'm a Queen
- 2018 – Batshit
- 2018 – Benadryl
- 2018 – Good Time Girl
- 2018 – Everybody Need a Kiss (con Benny Benassi)
- 2019 – Mi Rumba (con Zhu)
- 2019 – Fantasy
- 2019 – Playa grande (con Bomba Estéreo)
- 2019 – Swing
- 2019 – Purple Hat
- 2020 – House Arrest (con Gorgon City)
- 2020 – Emergency (con Novak e Yax.x)
- 2020 – Spa (con le Icona Pop)
- 2021 – It Don't Matter (con Alok e Inna)
- 2021 – Mon Cheri (con Amadou & Mariam)
- 2021 – Sun Came Up (con John Summit)
- 2022 – Original Sin
- 2022 – Forgive Me (con Mahmut Orhan)
- 2022 – Kakee
- 2022 – Summer in New York
- 2022 – Chasing Cars
- 2023 – Trompa (con Sunnary James e Ryan Marciano)
- 2023 – Sacrifice (con Kaskade, deadmau5)
- 2023 – Jacaré
- 2023 – Veneno (con Mari Merenda e Sophia Ardessore)
- 2023 – One on One (con i The Knocks)
- 2024 – Throw Some Ass
- 2024 – Hey Homie
- 2024 – Whoof (con Kah-Lo)
- 2025 – Pick Up the Phone (con Nonó)
- 2025 – Bodies Hit the Floor (con Drowning Pool)

### Remix
- 2020: Vintage Culture, Adam K feat. MKLA – Deep Inside of Me (Sofi Tukker Remix)
- 2020: Dillon Francis – You Do You (Sofi Tukker Remix)
- 2020: Lady Gaga  – 911 (Sofi Tukker Remix)
- 2021: Rodrigo y Gabriela e Pelé – Acredita No Véio (Listen To The Old Man) (Sofi Tukker Remix)
- 2021: Rema – Woman (Sofi Tukker Remix)
- 2021: Jan Blomqvist e Bloom Twins – High On Beat (Sofi Tukker Remix)
- 2023: David Guetta feat. Anne-Marie & Coi Leray – Baby Don't Hurt Me (Sofi Tukker Remix)
- 2023: Jon Batiste – Worship (Sofi Tukker Remix)
- 2023: Aimmia – Group Therapy (Sofi Tukker Remix)

## Riconoscimenti
- Grammy Awards
  - 2017 – candidatura alla miglior registrazione dance
  - 2019 – candidatura al miglior album dance/elettronico